# Przełączka pod Łomnicą
Przełączka pod Łomnicą (słow. Sedielko pod Lomnickým, niem. Noack-Habel-Scharte, węg. Noack-Habel-rés) – przełęcz w słowackich Tatrach Wysokich, w długiej południowo-wschodniej grani Wyżniego Baraniego Zwornika. Jest jedną z pięciu przełączek na odcinku pomiędzy Durnym Szczytem a Łomnicą, położoną tuż poniżej tej ostatniej. Dokładnie znajduje się pomiędzy Małą Poślednią Turniczką na północnym zachodzie a kopułą szczytową Łomnicy na południowym wschodzie. Przełączka pod Łomnicą nie jest dokładnie pomierzona, więc wysokość, na której jest położona, nie jest znana.
Na siodło nie prowadzą żadne znakowane szlaki turystyczne, dostępna jest jedynie dla taterników. Spod przełęczy w stronę Doliny Małej Zimnej Wody na południe opada długi żleb zwany Żlebem Téryego, wcinający się między długą południową grań Małej Pośledniej Turniczki a wielką zachodnią ścianę Łomnicy. Przez Przełączkę pod Łomnicą prowadzi wiele dróg taternickich, między innymi Droga Jordana z Doliny Pięciu Stawów Spiskich na szczyt Łomnicy. Najdogodniejszymi sposobami na dotarcie na przełęcz są trasa przez Wielki Upłaz i Niżni Capi Przechód, Droga Jordána z Wyżniej Pośledniej Przełączki oraz drogi ze szczytu Łomnicy. Od strony Doliny Dzikiej można wejść na przełęcz przez Miedziane Ławki.

## Nazewnictwo
Polska i słowacka nazwa Przełączki pod Łomnicą pochodzi od Łomnicy. Nazwy niemiecka i węgierska upamiętniają dwóch niemieckich taterników ze Śląska – Paula Habela i Ludwiga Noacka, którzy weszli tutaj w 1899 r. wraz z przewodnikiem Johannem Breuerem.

## Historia
Pierwsze wejścia turystyczne:
- Emerich Kövi wraz z trzema towarzyszami i przewodnik Jakob Lux, 21 września 1857 r. – letnie (wejście prawdopodobne),
- Ödön Téry i Martin Spitzkopf, 1 sierpnia 1877 r. – letnie,
- Gerhardt Haffner, Alfred Schmidt i Matthias Nitsch, 7 stycznia 1935 r. – zimowe[1].